# Station Stenstrup Syd
Station Stenstrup Syd is een spoorweghalte in de Deense plaats Stenstrup. De halte ligt aan de lijn Odense - Svendborg. Stenstrup Syp werd al in 1883 geopend voor goederenvervoer en was toen bekend als Stenstrup Sidespor. Pas in 1928 werd het in gebruik genomen voor reizigersvervoer.